# Kuala Lagan
Kuala Lagan is een bestuurslaag in het regentschap Tanjung Jabung Timur van de provincie Jambi, Indonesië. Kuala Lagan telt 1028 inwoners (volkstelling 2010).